# Küçükkuyu, Ayvacık
Küçükkuyu là một xã thuộc huyện Ayvacık, tỉnh Çanakkale, Thổ Nhĩ Kỳ. Dân số thời điểm năm 2011 là 7.117 người.